# Talvborð
Talvborð är ett berg i Färöarna (Kungariket Danmark).   Det ligger i sýslan Norðoyar, i den nordöstra delen av landet, 40 km nordost om huvudstaden Tórshavn. Toppen på Talvborð är 196 meter över havet. Talvborð ligger på ön Viðoy.
Terrängen runt Talvborð är kuperad. Havet är nära Talvborð åt nordost.  Närmaste större samhälle är Klaksvík, 12,1 km sydväst om Talvborð. Trakten runt Talvborð består i huvudsak av gräsmarker.